# Ноф Хагалил
Ноф Хагалил (хебр. נוֹף הַגָּלִיל, арап. ‏نوف هچليل‎) је град у Северном округу на североистоку Израела. Према процени из 2022. у граду је живело 43.556 становника. До 2019. године град се звао Назарет Илит.

## Становништво
Према процени, у граду је 2007. живело 43.300 становника.
| 1983.  | 1995.  |
| ------ | ------ |
| 23.620 | 37.271 |

## Градови побратими
- Сан Мигел де Тукуман
- Леверкузен
- Клагенфурт
- Ђер
- Детроит
- Чернивци
- Сент Етјен
- Алба Јулија
- Кикинда